# فین مونستر
فین مونستر (انگلیسی: Finn Münster; ۲۰ ژانویهٔ ۱۸۸۷ – ۲۹ آوریل ۱۹۶۵) ژیمناست هنری اهل نروژ بود.